# 松本広域連合
松本広域連合（まつもとこういきれんごう、英：Matsumoto Region Union）は長野県中信地方の松本地域にある広域連合で特別地方公共団体に該当する。

## 概要
定数26の松本広域連合議会、松本広域連合事務局などの組織がある。業務内容は医療、ごみ処理、消防業務、地域開発などの面で活発な広域行政事務が行われている。

## 歴代広域連合長
- 初代：有賀正 松本市長（当時）
- 2代：菅谷昭 松本市長（当時）
- 3代：臥雲義尚 松本市長（現職）

## 広域消防局

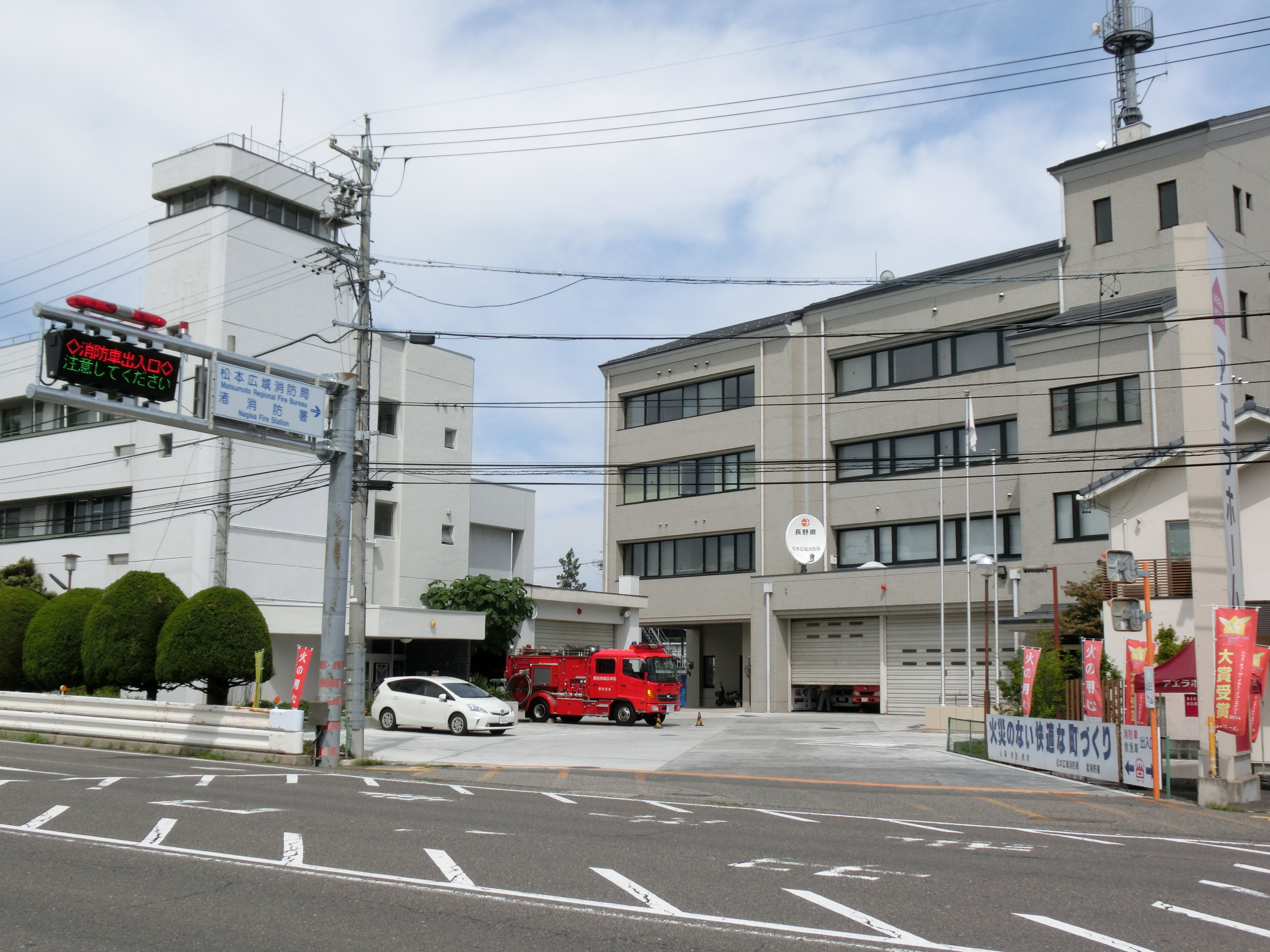
松本広域消防局

松本広域消防局は松本広域連合が運営する消防本部。
- 消防局：所在地長野県松本市渚1-7-12
- 管轄区域：松本広域連合内の塩尻市旧楢川村を除く地区。塩尻市旧楢川村地区は木曽広域連合に委託して運営されているが、将来的には松本広域連合が塩尻市内に消防署を新設し、塩尻市旧楢川村地区も管轄にする計画がある。
- 渚消防署には県内で2隊目の高度救助隊が配置されている。

### 沿革
- 1993年4月：松本広域消防局が発足する。
- 2004年7月：新潟・福島豪雨災害に緊急消防援助隊を派遣する。
- 2004年10月：新潟県中越地震に緊急消防援助隊を派遣する。
- 2011年3月：東北地方太平洋沖地震に伴う東日本大震災に緊急消防援助隊を派遣する。
- 2014年9月：御嶽山噴火災害に応援出場する。

### 消防署
- 消防署、出張所

| 消防署                                              | 住所                    | 出張所                     |
| --------------------------------------------------- | ----------------------- | -------------------------- |
| 丸の内消防署 （松本市旧市中心部）                   | 松本市城西2-1-23        | 庄内：松本市出川1-2-15     |
| 芳川消防署 （松本市旧市南部・西南部）               | 松本市村井町南2-1-9     | 神林：松本市神林5961-1     |
| 渚消防署 （松本市旧市西北部）                       | 松本市渚1-7-12          | なし                       |
| 本郷消防署 （松本市旧市東部・北部）                 | 松本市浅間温泉2-6-1     | 山辺：松本市里山辺1434-1   |
| 塩尻消防署 （塩尻市中部・南部）                     | 塩尻市広丘高出1486-802  | なし                       |
| 広丘消防署 （塩尻市北部）                           | 塩尻市広丘原新田575-9   | なし                       |
| 豊科消防署 （安曇野市豊科・堀金）                   | 安曇野市豊科5705-6      | なし                       |
| 梓川消防署 （松本市安曇・奈川・梓川、安曇野市三郷） | 松本市梓川倭65-2        | 安曇：松本市安曇稲核2819-1 |
| 穂高消防署 （安曇野市穂高）                         | 安曇野市穂高5075-2      | なし                       |
| 麻績消防署 （麻績村・筑北村）                       | 麻績村麻10389-3         | なし                       |
| 明科消防署 （安曇野市明科、松本市四賀、生坂村）     | 安曇野市明科東川手271-4 | なし                       |
| 山形消防署 （山形村、松本市波田、朝日村）           | 山形村5997-3            | なし                       |

## 不祥事
- 2020年3月13日（処分日） - 男性消防士（20代）が、2019年4月、飲酒した後にJR松本駅ビルの商業施設に侵入。施設内で消火器を噴射したとして、建造物侵入と威力業務妨害の疑いで逮捕された。商業施設では、一部の店の営業に影響が出たほか、1階の出入り口のガラスも割られていた。男性消防士はその後、2019年12月に不起訴処分となったが、消防局は2020年3月13日付で男性消防士を減給10分の1（1ヵ月）の懲戒処分とした[1]。

令和5年4月26日
地方公務員法(以下「法」)に基づく懲戒処分
(1) 対象者：消防職員 49歳 係長
(2) 処分内容 ：減給 3月 10分の1
(3) 処分日 ：令和5年4月26日
(4) 処分理由：法第29条第1項第1号及び3号に基づく処分 信用失墜行為の禁止(法第33条)違反
・事案の概要
```
 令和2年に知人と口論となり、その内容が、刑法第222条第1項に該当する行為であったとして、裁判所から脅迫罪により罰金10万円の略式命令を受け、罰金を納付したものです。
```

https://www.m-kouiki.or.jp/wp-content/uploads/2023/04/4f78789eb7811813b5a67157b541a07e.pdf